# Anta (distrito de Acobamba)
Anta é um distrito do Peru, departamento de Huancavelica, localizada na província de Acobamba.

## Transporte
O distrito de Anta é servido pela seguinte rodovia:
- HV-107, que liga a cidade de Rosario  ao distrito de Lircay [1][2][3]